# Escultura de Francisco Pintado Fe

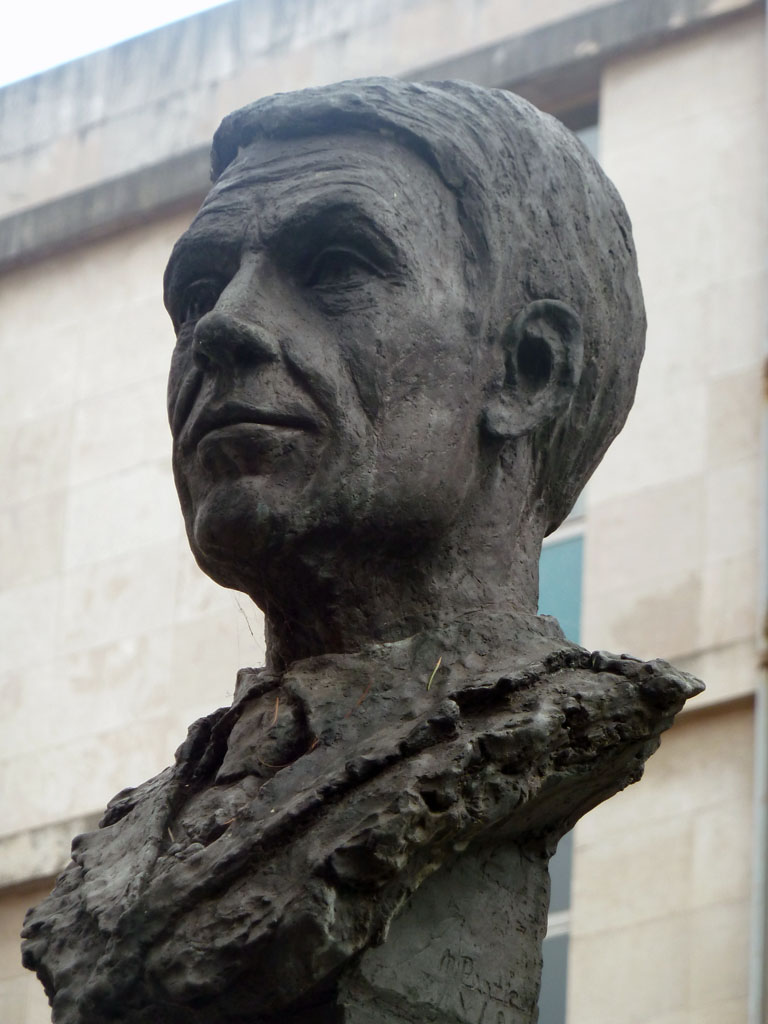
Escultura de Francisco Pintado Fe.

La escultura de Francisco Pintado Fe, ubicada en la plazoleta del edificio de la Escuela Superior de Minas, frente a la calle Independencia, en la ciudad de Oviedo, Principado de Asturias, España, es una de las más de un centenar que adornan las calles de la mencionada ciudad española.
El paisaje urbano de esta ciudad se ve adornado por obras escultóricas, generalmente monumentos conmemorativos dedicados a personajes de especial relevancia en un primer momento, y más puramente artísticas desde finales del siglo XX.
La escultura, hecha en bronce, es obra de Miguel Álvarez Fernández, "Ponticu" y está datada en 1994. Se trata de un busto con el que se quiere homenajear al ingeniero Francisco Pintado Fe. La obra  representa el rostro del ingeniero y en el pedestal, sobre el cual está colocado,  se lee la siguiente leyenda: «Francisco Pintado Fe, ilustre ingeniero de minas, prestigioso investigador e hijo adoptivo de Asturias, Junio 1994».